# Doug Clifford
Doug "Cosmo" Clifford (n. 24 aprilie 1945 în Palo Alto, California, SUA) a fost bateristul trupei rock americane Creedence Clearwater Revival. După ce CCR s-a destrămat, Clifford și fostul basist CCR Stu Cook s-au alăturat lui Don Harrison în Don Harrison Band lansând un album.
În 1995, Clifford și Cook au format trupa Creedence Clearwater Revisited.